# Проект «Аве Мария» (фильм)
«Проект „Аве Мария“» (англ. Project Hail Mary) — будущий американский научно-фантастический фильм режиссёров Фила Лорда и Кристофера Миллера. Сценарий написан Дрю Годдардом по мотивам одноимённого романа Энди Вейра, главную роль в фильме исполнит Райан Гослинг. Кинопрокатом фильма будет заниматься компания Metro-Goldwyn-Mayer Pictures.

## Сюжет
Сюжет разворачивается в недалеком будущем, где человечество оказалось перед лицом надвигающейся глобальной катастрофы. В этом контексте группа учёных и инженеров работает над проектом «Аве Мария» — инновационной программой, которая должна спасти мир от уничтожения.

## В ролях
- Райан Гослинг — Райленд Грейс, единственный выживший астронавт[2].
- Сандра Хюллер — Ева Стратт, начальница Райленда и руководитель проекта «Аве Мария».
- Милана Вайнтруб — Олеся Илюхина, одна из отобранных астронавтов для экипажа «Аве Мария».
- Лайонел Бойс[англ.]
- Кен Люн

## Производство
О начале работы над фильмом стало известно в марте 2020 года. Появилась информация, что компания Metro-Goldwyn-Mayer Pictures близка к заключению сделки по приобретению прав на роман Энди Вейра «Аве Мария», в котором Райан Гослинг получил главную роль и выступит продюсером фильма. Права на роман были приобретены Майклом Де Лука из MGM за 3 миллиона долларов. В мае Фил Лорд и Кристофер Миллер были приглашены в качестве режиссеров и продюсеров фильма. Дрю Годдард стал автором сценария в следующем месяце, фильм получил предварительное название «Аве Мария». В мае Сандра Хюллер присоединилась к актёрскому составу фильма, а Грейг Фрейзер был нанят в качестве оператора. В июне к актёрскому составу присоединилась Милана Вайнтруб.
Съёмки начались 3 июня 2024 года в Великобритании и завершились 26 октября.

## Музыка
На фестивале Comic-Con в Сан-Диего было объявлено, что Дэниел Пембертон напишет музыку к фильму. Ранее Пембертон работал с Лордом и Миллером над «Человек-паук: Через вселенные» и «Человек-паук: Паутина вселенных». Это первый фильм Лорда и Миллера, музыку к которому написал не Марк Мазерсбо.

## Выход
Фильм выйдет в прокат 20 марта 2026 года в США на платформе Amazon MGM Studios и в других странах на платформе Sony Pictures Releasing. Фильм также выйдет в формате IMAX.